# 伊塔皮拉普昂保利斯塔
伊塔皮拉普昂保利斯塔是巴西圣保罗州的一个市镇。总面积406.306平方公里，总人口3723人，人口密度9.2人/平方公里。